# 法罗海
法罗海（学名：Heracleum apaense）为伞形科独活属的植物，是中国的特有植物。分布在中国大陆的四川、云南等地，生长于海拔3,800米的地区，一般生于山坡阴湿林下草地以及灌丛中，目前尚未由人工引种栽培。

## 别名
阿坝当归（药学学报）、骚独活（四川阿坝）、烧香杆（四川）

## 异名
- Angelica apaensis Shan et Yuan